# 詹姆斯敦 (纽约州)
詹姆斯敦（英語：Jamestown）是美国纽约州学托扩县南部的一座城市。2010年美国人口普查时，詹姆斯敦有31146人，是学托扩县人口最多的城市。伊利湖位于其西北，南边则是阿勒格尼国家森林。
詹姆斯敦过去有“世界家具之都”的美称，人们曾集结于此参加家具展览。
从詹姆斯敦走出的知名人物包括喜剧演员露西尔·鲍尔、美国最高法院大法官罗伯特·H·杰克逊、博物学家罗杰·托瑞·彼得森等。